# Europees kampioenschap handbal mannen 2006
Het Europees kampioenschap handbal 2006 voor mannen vonden plaats van 26 januari tot 4 februari in Zwitserland. De wedstrijden werden gehouden in Bazel, Bern, Luzern, Sankt Gallen en Zürich. Opvallend was de afwezigheid van viervoudig Europees kampioen Zweden. Het Scandinavische land was in de play-offs van de kwalificatie uitgeschakeld door Polen. Titelverdediger Duitsland kwam niet verder dan de vijfde plaats.

## Eerste Groepsfase

### Groep A
De wedstrijden in deze groep vonden plaats in de Kreuzbleichhalle in Sankt Gallen (capaciteit: 4500).
| № | Land        | Wedstrijden | Wedstrijden | Wedstrijden | Wedstrijden | Doelpunten | Doelpunten | Doelpunten | Punten |
| - | ----------- | ----------- | ----------- | ----------- | ----------- | ---------- | ---------- | ---------- | ------ |
| № | Land        | G           | W           | G           | V           | V          | T          | Saldo      | Punten |
| 1 | Slovenië    | 3           | 3           | 0           | 0           | 95         | 85         | +10        | 6      |
| 2 | Polen       | 3           | 1           | 1           | 1           | 93         | 88         | +5         | 3      |
| 3 | Oekraïne    | 3           | 1           | 0           | 2           | 92         | 96         | –4         | 2      |
| 4 | Zwitserland | 3           | 0           | 1           | 2           | 86         | 97         | –11        | 1      |

| 26 januari, 2006 |       |             |       |
| Polen            | 33–24 | Oekraïne    | 17:30 |
| Slovenië         | 29–25 | Zwitserland | 20:15 |
| 28 januari, 2006 |       |             |       |
| Zwitserland      | 31–31 | Polen       | 16:15 |
| Oekraïne         | 31–33 | Slovenië    | 18:30 |
| 29 januari, 2006 |       |             |       |
| Slovenië         | 33–29 | Polen       | 14:00 |
| Zwitserland      | 30–37 | Oekraïne    | 16:15 |

### Groep B
De wedstrijden in deze groep vonden plaats in de St. Jakobshalle in Bazel (capaciteit: 8500).
| № | Land      | Wedstrijden | Wedstrijden | Wedstrijden | Wedstrijden | Doelpunten | Doelpunten | Doelpunten | Punten |
| - | --------- | ----------- | ----------- | ----------- | ----------- | ---------- | ---------- | ---------- | ------ |
| № | Land      | G           | W           | G           | V           | V          | T          | Saldo      | Punten |
| 1 | Spanje    | 3           | 2           | 1           | 0           | 94         | 82         | +12        | 5      |
| 2 | Frankrijk | 3           | 2           | 0           | 1           | 88         | 75         | +13        | 4      |
| 3 | Duitsland | 3           | 1           | 1           | 1           | 87         | 84         | +3         | 3      |
| 4 | Slowakije | 3           | 0           | 0           | 3           | 72         | 100        | –28        | 0      |

| 26 januari, 2006 |       |           |       |
| Duitsland        | 31–31 | Spanje    | 15:45 |
| Frankrijk        | 35–21 | Slowakije | 18:00 |
| 28 januari, 2006 |       |           |       |
| Slowakije        | 26–31 | Duitsland | 14:00 |
| Spanje           | 29–26 | Frankrijk | 16:15 |
| 29 januari, 2006 |       |           |       |
| Duitsland        | 25–27 | Frankrijk | 15:15 |
| Spanje           | 34–25 | Slowakije | 17:30 |

### Groep C
De wedstrijden in deze groep vonden plaats in de Sursee/Luzern Stadthalle in Luzern.
| № | Land                 | Wedstrijden | Wedstrijden | Wedstrijden | Wedstrijden | Doelpunten | Doelpunten | Doelpunten | Punten |
| - | -------------------- | ----------- | ----------- | ----------- | ----------- | ---------- | ---------- | ---------- | ------ |
| № | Land                 | G           | W           | G           | V           | V          | T          | Saldo      | Punten |
| 1 | Denemarken           | 3           | 2           | 1           | 0           | 90         | 82         | +8         | 5      |
| 2 | IJsland              | 3           | 1           | 1           | 1           | 95         | 94         | +1         | 3      |
| 3 | Servië en Montenegro | 3           | 1           | 0           | 2           | 89         | 93         | –4         | 2      |
| 4 | Hongarije            | 3           | 1           | 0           | 2           | 84         | 89         | –5         | 2      |

| 26 januari, 2006     |       |                      |       |
| Servië en Montenegro | 31–36 | IJsland              | 18:00 |
| Denemarken           | 29–25 | Hongarije            | 20:15 |
| 27 januari, 2006     |       |                      |       |
| Hongarije            | 24–29 | Servië en Montenegro | 18:00 |
| IJsland              | 28–28 | Denemarken           | 20:15 |
| 29 januari, 2006     |       |                      |       |
| Hongarije            | 35–31 | IJsland              | 18:00 |
| Denemarken           | 33–29 | Servië en Montenegro | 20:15 |

### Groep D
De wedstrijden in deze groep vonden plaats in de Wankdorfhalle in Bern.
| № | Land      | Wedstrijden | Wedstrijden | Wedstrijden | Wedstrijden | Doelpunten | Doelpunten | Doelpunten | Punten |
| - | --------- | ----------- | ----------- | ----------- | ----------- | ---------- | ---------- | ---------- | ------ |
| № | Land      | G           | W           | G           | V           | V          | T          | Saldo      | Punten |
| 1 | Rusland   | 3           | 3           | 0           | 0           | 89         | 82         | +7         | 6      |
| 2 | Kroatië   | 3           | 2           | 0           | 1           | 85         | 79         | +6         | 4      |
| 3 | Noorwegen | 3           | 1           | 0           | 2           | 85         | 83         | +2         | 2      |
| 4 | Portugal  | 3           | 0           | 0           | 3           | 80         | 96         | –16        | 0      |

| 26 januari, 2006 |       |           |       |
| Kroatië          | 24–21 | Portugal  | 17:00 |
| Rusland          | 24–21 | Noorwegen | 19:10 |
| 27 januari, 2006 |       |           |       |
| Portugal         | 32–35 | Rusland   | 18:00 |
| Noorwegen        | 28–32 | Kroatië   | 20:15 |
| 29 januari, 2006 |       |           |       |
| Kroatië          | 29–30 | Rusland   | 17:00 |
| Portugal         | 27–37 | Noorwegen | 19:10 |

## Tweede Groepsfase
De onderlinge resultaten uit de eerste groepsfase telden mee in de tweede groepsfase.

### Groep I
De wedstrijden in deze groep vonden plaats in de St. Jakobshalle in Bazel.
| № | Land      | Wedstrijden | Wedstrijden | Wedstrijden | Wedstrijden | Doelpunten | Doelpunten | Doelpunten | Punten |
| - | --------- | ----------- | ----------- | ----------- | ----------- | ---------- | ---------- | ---------- | ------ |
| № | Land      | G           | W           | G           | V           | V          | T          | Saldo      | Punten |
| 1 | Spanje    | 5           | 4           | 1           | 0           | 164        | 144        | +20        | 9      |
| 2 | Frankrijk | 5           | 4           | 0           | 1           | 148        | 125        | +23        | 8      |
| 3 | Duitsland | 5           | 3           | 1           | 1           | 160        | 137        | +23        | 7      |
| 4 | Slovenië  | 5           | 2           | 0           | 3           | 162        | 169        | –7         | 4      |
| 5 | Polen     | 5           | 1           | 0           | 4           | 132        | 154        | –22        | 2      |
| 6 | Oekraïne  | 5           | 0           | 0           | 5           | 126        | 163        | –37        | 0      |

| 31 januari, 2006 |       |           |       |
| Slovenië         | 30–34 | Frankrijk | 15:15 |
| Polen            | 25–34 | Spanje    | 17:30 |
| Oekraïne         | 22–36 | Duitsland | 20:00 |
| 1 februari, 2006 |       |           |       |
| Slovenië         | 33–36 | Duitsland | 15:15 |
| Oekraïne         | 29–31 | Spanje    | 17:45 |
| Polen            | 21–31 | Frankrijk | 20:00 |
| 2 februari, 2006 |       |           |       |
| Polen            | 24–32 | Duitsland | 15:15 |
| Oekraïne         | 20–30 | Frankrijk | 17:45 |
| Slovenië         | 33–39 | Spanje    | 20:00 |

### Groep II
De wedstrijden in deze groep vonden plaats in de Kreuzbleichhalle in Sankt Gallen.
| № | Land                 | Wedstrijden | Wedstrijden | Wedstrijden | Wedstrijden | Doelpunten | Doelpunten | Doelpunten | Punten |
| - | -------------------- | ----------- | ----------- | ----------- | ----------- | ---------- | ---------- | ---------- | ------ |
| № | Land                 | G           | W           | G           | V           | V          | T          | Saldo      | Punten |
| 1 | Kroatië              | 5           | 4           | 0           | 1           | 155        | 146        | +9         | 8      |
| 2 | Denemarken           | 5           | 3           | 1           | 1           | 161        | 147        | +14        | 7      |
| 3 | Rusland              | 5           | 3           | 0           | 2           | 143        | 140        | +3         | 6      |
| 4 | IJsland              | 5           | 2           | 1           | 2           | 159        | 156        | +3         | 5      |
| 5 | Servië en Montenegro | 5           | 1           | 0           | 4           | 137        | 157        | –20        | 2      |
| 6 | Noorwegen            | 5           | 1           | 0           | 4           | 141        | 150        | –9         | 2      |

| 31 januari, 2006     |       |           |       |
| Denemarken           | 30–31 | Kroatië   | 15:45 |
| IJsland              | 34–32 | Rusland   | 18:00 |
| Servië en Montenegro | 26–25 | Noorwegen | 20:15 |
| 1 februari, 2006     |       |           |       |
| Denemarken           | 35–31 | Noorwegen | 15:45 |
| Servië en Montenegro | 21–29 | Rusland   | 18:00 |
| IJsland              | 28–29 | Kroatië   | 20:15 |
| 2 februari, 2006     |       |           |       |
| IJsland              | 33–36 | Noorwegen | 15:45 |
| Servië en Montenegro | 30–34 | Kroatië   | 18:00 |
| Denemarken           | 35–28 | Rusland   | 20:15 |

## Knock-outfase

### 5de plaats
| 4 februari 11:45 | Duitsland | 32–30 | Rusland | Hallenstadion, Zürich |
| 4 februari 11:45 | (16–18)   |       |         | Hallenstadion, Zürich |
| 4 februari 11:45 |           |       |         | Hallenstadion, Zürich |

### Halve finales
| 4 februari 14:15 | Frankrijk | 29–23 | Kroatië | Hallenstadion, Zürich |
| 4 februari 14:15 | (12–10)   |       |         | Hallenstadion, Zürich |
| 4 februari 14:15 |           |       |         | Hallenstadion, Zürich |

| 4 februari 16:00 | Spanje  | 34–31 | Denemarken | Hallenstadion, Zürich |
| 4 februari 16:00 | (15–16) |       |            | Hallenstadion, Zürich |
| 4 februari 16:00 |         |       |            | Hallenstadion, Zürich |

### Troostfinale
| 5 februari 13:30 | Kroatië | 27–32 | Denemarken | Hallenstadion, Zürich |
| 5 februari 13:30 | (14–8)  |       |            | Hallenstadion, Zürich |
| 5 februari 13:30 |         |       |            | Hallenstadion, Zürich |

### Finale
| 5 februari 16:00 | Frankrijk | 31–23 | Spanje | Hallenstadion, Zürich |
| 5 februari 16:00 | (17–13)   |       |        | Hallenstadion, Zürich |
| 5 februari 16:00 |           |       |        | Hallenstadion, Zürich |

## Eindrangschikking
| Plaats | Land                 |
| ------ | -------------------- |
| Goud   | Frankrijk            |
| Zilver | Spanje               |
| Brons  | Denemarken           |
| 4      | Kroatië              |
| 5      | Duitsland            |
| 6      | Rusland              |
| 7      | IJsland              |
| 8      | Slovenië             |
| 9      | Servië en Montenegro |
| 10     | Polen                |
| 11     | Noorwegen            |
| 12     | Oekraïne             |
| 13     | Hongarije            |
| 14     | Zwitserland          |
| 15     | Portugal             |
| 16     | Slowakije            |

| 2006 Europees kampioen mannen · Frankrijk · 1e titel Selectie: Thierry Omeyer, Yohann Ploquin, Daouda Karaboue, Nikola Karabatic, Joel Abati, Didier Dinart, Daniel Narcisse, Christophe Kempe, Guillaume Gille, Bertrand Gille, Jérôme Fernandez, Olivier Girault, Luc Abalo, Sébastien Bosquet, Michaël Guigou en Geoffroy Krantz. · Bondscoach: Claude Onesta. |

## Topscorers
| Topscorers | Topscorers        | Topscorers | Topscorers | Topscorers |
| Rang       | Speler            | Gls.       | Sbl.       | Wed.       |
| ---------- | ----------------- | ---------- | ---------- | ---------- |
| 1          | Siarhei Rutenka   | 51         | 15         | 6          |
| 2          | Albert Rocas      | 45         | 15         | 8          |
| 3          | Eduard Kokcharov  | 44         | 27         | 7          |
| 4          | Ivano Balić       | 43         | 0          | 8          |
| 5          | Snorri Gudjónsson | 42         | 17         | 6          |
| 6          | Nikola Karabatic  | 40         | 0          | 8          |
| 6          | Iker Romero       | 40         | 8          | 7          |
| 6          | Søren Stryger     | 40         | 14         | 8          |
| 9          | Florian Kehrmann  | 39         | 5          | 7          |
| 9          | Michael Knudsen   | 39         | 0          | 8          |